# COLD BLOOD
COLD BLOOD（コールド・ブラッド）は、ZNXの5枚目のシングル。

## 内容
TBS系「所さんのワーワーブーブー」オープニング・テーマ、及び、2枚目のアルバム「POWER HOUSE」先行シングル。これまでの売り上げ及びオリコン最高順位の中では最も低い。

## 収録曲
全曲　作詞：妹尾研祐　作曲：松尾宗仁　編曲：松尾宗仁・佐藤宣彦
1. COLD BLOOD
2. Good Luck My Love
3. COLD BLOOD (inst.)